# Kerfot
Kerfot é uma comuna francesa na região administrativa da Bretanha, no departamento Côtes-d'Armor. Estende-se por uma área de 5,71 km². Em 2010 a comuna tinha 689 habitantes (densidade: 120,7 hab./km²).